# تپه شهر سوخته ۸۹
تپه شهر سوخته ۸۹ مربوط به هزاره سوم و ۲ قم است و در شهرستان زابل، بخش شیب آب، روستای حومه شهر سوخته واقع شده و این اثر در تاریخ ۱۱ مرداد ۱۳۸۴ با شمارهٔ ثبت ۱۲۵۲۹ به‌عنوان یکی از آثار ملی ایران به ثبت رسیده است.